# Park Hae-jung
Park Hae-jung (해정 박 - Iksan (Jeollabuk-do), 29 juli 1972) is een Zuid-Koreaans tafeltennisspeelster. Zij was als lid van de nationale vrouwenploegen verliezend finaliste in het landentoernooi van de wereldkampioenschappen in Tianjin 1995. Samen met Ryu Ji-hae won ze het brons voor vrouwendubbels op de Olympische Zomerspelen 1996.

## Sportieve loopbaan
Hae-jung maakte haar internationale (senioren)debuut in 1991, toen ze deelnam aan de Azië Cup en aan drie disciplines op de wereldkampioenschappen in Chiba. Twee jaar later won ze haar eerste grote medaille, namelijk de bronzen met de nationale ploeg op het WK 1993 in Göteborg. Twee jaar later stond ze met haar landgenotes zelfs in de WK-finale, maar kon hierin niet verhinderen dat China voor de tiende keer goud won (in het elfde toernooi sinds 1975).
Hae-jung debuteerde in 1996 op de ITTF Pro Tour, waarop ze tot en met 1999 actief was. Ze blonk hierop vooral uit in het dubbelspel, waarin ze zes keer een internationaal toernooi op haar naam schreef. De Zuid-Koreaanse bereikte in zowel 1996 (met Ji-Hae) als 1997 (met Kim Moo-kyo) zelfs de eindstrijd van de ITTF Pro Tour Grand Finals. Beide keren ging de prestigieuze titel niettemin aan Hae-jungs neus voorbij. In haar eerste gooi daarnaar vormden Deng Yaping en Yang Ying samen een te groot struikelblok. Een jaar later wonnen Li Ju en Wang Nan. Hoewel de twee zilveren medailles niet helemaal aan Hae-jungs hoop voldeden, bleek met name de tweede gemiste kans geen heel vreemde achteraf. Het duo Ju/Nan stond aan het begin van een periode waarin ze de internationale dubbeltoernooien regeerden, met goud op onder meer drie opeenvolgende Grand Finals, het WK én op de Olympische Spelen in Sydney.

## Erelijst
Belangrijkste resultaten:
- Verliezend finaliste landentoernooi op de wereldkampioenschappen 1995, brons in 1991 en 2000 (met Zuid-Korea)
- Brons vrouwen dubbelspel WK 1999 (met Kim Moo-kyo)
- Brons vrouwen dubbelspel Olympische Zomerspelen 1996 (met Ryu Ji-hae)
- Brons WTC-World Team Cup 1995 (met Zuid-Korea)
- Verliezend finaliste vrouwen dubbelspel Aziatische kampioenschappen 1998 (met Kim Moo-kyo)

ITTF Pro Tour:
- Verliezend finaliste ITTF Pro Tour Grand Finals dubbelspel in 1996 (met Ryu Ji-hae) en 1997 (met Kim Moo-kyo)
- Winnares dubbelspel Japan Open 1996 (met Ryu Ji-hae)
- Winnares dubbelspel Maleisië Open 1997 (met Kim Moo-kyo)
- Winnares dubbelspel Zweden Open 1997 (met Kim Moo-kyo)
- Verliezend finaliste dubbelspel Joegoslavië Open 1996 (met Ryu Ji-hae)
- Verliezend finaliste dubbelspel Frankrijk Open 1996 (met Ryu Ji-hae)
- Verliezend finaliste dubbelspel Japan Open 1997 (met Kim Moo-kyo)
- Verliezend finaliste dubbelspel China Open 1997 (met Kim Moo-kyo) en 1998 (met Ryu Ji-hae)
- Verliezend finaliste dubbelspel Oostenrijk Open 1997 (met Kim Moo-kyo)